# Librería de Mujeres (Madrid)
La Librería de Mujeres fue fundada en Madrid, España, en el año 1978. Alberga producciones obras de temática feminista, narrativa femenina y cuentos no sexistas en distintos idiomas escritos por mujeres en su mayoría, aquellos autores varones que aparecen son referentes a la temática.

## Historia
En 1978, época de transición española, no existía el derecho de reunión, de divorcio ni de la interrupción voluntaria del embarazo, la feminista Jimena Alonso junto a: Cristina Alberdi, Cristina Pérez Fraga, Celia Amorós, Carlota Bustelo, Ángela Cerrillo, Manuela Carmena y Felicidad Orquín,Carmen Saéz Buenaventura entre otras, plantearon la iniciativa de contar con una librería que permitiera a las mujeres reunirse de manera periódica. La cooperativa de 200 mujeres encabezadas consiguieron su espacio, que se ubicó en la calle San Cristóbal, cercana a Sol y la Plaza Mayor y denominandose Librería de Mujeres — Centro de Encuentro.
En 1986 debido a diversos problemas la cooperativa librería se traspasó. Lola Pérez, Elena Lasheras y Ana Domínguez negociaron las deudas y relanzaron el espacio que actualmente se encuentra en la ubicación inicial y está dirigida por Alba Varela Lasheras,  hija de Elena Lasheras.

### Editorial
En 1989 cerró LaSal, editorial catalana que se dedicaba exclusivamente a publicar y traducir feminismo. La iniciativa fue retomada y se continuó con dos de esas publicaciones, la colección Cuadernos Inacabados y la Agenda de las Mujeres. En 1991, se presentó Horas y Horas, la editorial feminista.